# Челенца Валфорторе
Челѐнца Валфорто̀ре (на италиански: Celenza Valfortore, на местен диалект Celènza, Челенце) е село и община в Южна Италия, провинция Фоджа, регион Пулия. Разположено е на 480 m надморска височина. Населението на общината е 1741 души (към 2010 г.).